# Primera batalla de Ypres
La primera batalla de Ypres, también llamada la batalla de Flandes o de Holanda, fue la última larga batalla del primer año de la I Guerra Mundial (1914). Fue una serie de batallas, empezaron el 19 de octubre y finalizaron de acuerdo con varias historias el 13 de noviembre (Francia), 22 de noviembre (Reino Unido) o el 30 de noviembre (Alemania). Esta batalla y la batalla de Ypres marcaron el final de la llamada carrera hacia el mar.

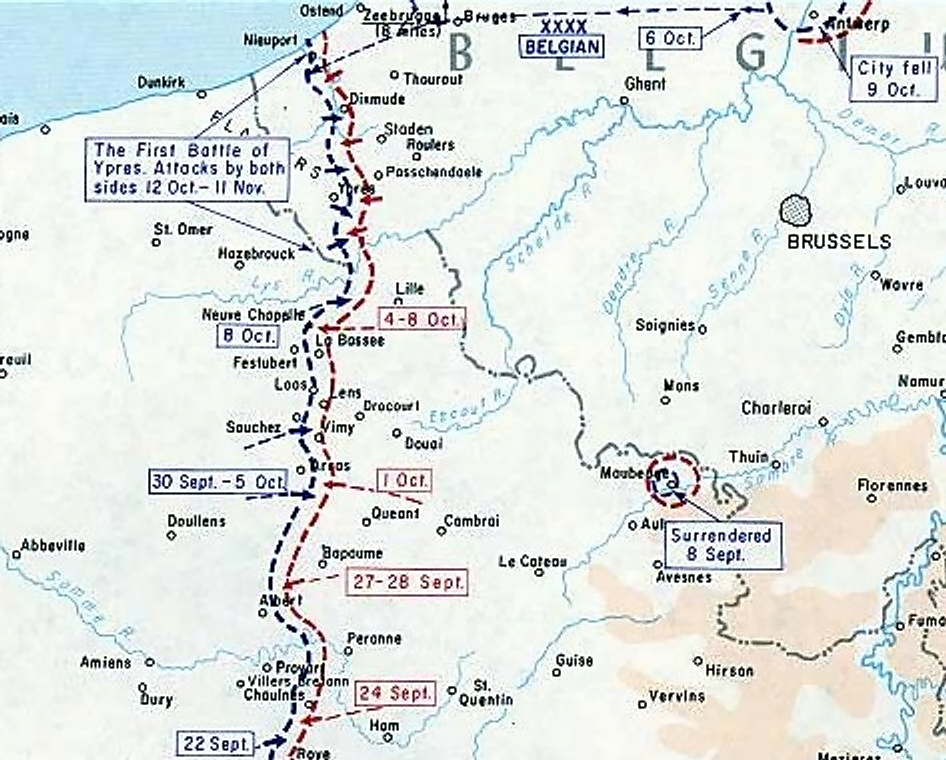
Primera batalla de Ypres.

Las principales batallas de Ypres fueron: la batalla de Langemarck (1914), del 21 al 24 de octubre, la batalla de Gheluvelt, del 29 al 31 de octubre, y la batalla de Nonne Bosschen, el 11 de noviembre.